# GEANT
GÉANT er det fælles-europæiske forskningsnet. GÉANT forbinder de national forskningsnet i Europa med hinanden, med forskningsnet i andre verdensdele og med det kommercielle Internet. GÉANT leverer desuden en række avancerede datanet tjenester, bl.a. lambda net.
GÉANT er et gigabit datanet, med båndbredde fra 155 Mbps på den langsommeste forbindelser op til 10 Gbps på de hurtigste. GÉANT har desuden gigabit forbindelser til Nordamerika og Japan.
Udvikling og drift af GÉANT er støttet af EU's 5. rammeprogram til støtte for forskning.
GÉANT er sat i drift i december 2001, som afløser for det tidligere fælles-europæisk forskningsnet TEN-155, og GÉANT forventes ved udgangen af 2004 afløst af GN2 med støtte fra EU's 6. rammeprogram.
Den daglige drift af GÉANT varetages af DANTE.
Nationale netværk for forskning og uddannelse tilknyttet GEANT er (alfabetisk efter land):
- BELNET i Belgien
- UNICOM-B i Bulgarien
- CYNET i Cypern
- Forskningsnettet i Danmark (via NORDUnet)
- EENet i Estland
- FUNET i Finland (via NORDUnet)
- RENATER i Frankrig
- GRNET i Grækenland
- SURFnet i Holland
- RHnet i Island (via NORDUnet)
- HEAnet i Ireland
- IUCC i Israel
- GARR i Italien
- CARNet i Kroatien
- LATNET i Letland
- LITNET Litauen
- RESTENA i Luxembourg
- UNINETT i Norge (via NORDUnet)
- POL-34 i Polen
- RCTS i Portugal
- RoEduNet i Rumænien
- RUNnet i Rusland
- SANET i Slovakiet
- ARNES i Slovenien
- RedIRIS i Spanien
- SUNET i Sverige (via NORDUnet)
- SWITCH i Schweiz
- CESNET i Tjekkiet
- DFN i Tyskland
- JANET i UK
- HUNGARNET i Ungarn
- ACOnet i Østrig

GÉANT har forbindelse til Abilene i USA, CANARIE i Canada, osv. Resultatet af disse forbindelser er i praksis et globalt forskningsnet.